# Sob Pressão
Sob Pressão é uma série de televisão brasileira de drama médico exibida pela TV Globo e Globoplay numa coprodução com a Conspiração Filmes entre 25 de julho de 2017 e 7 de julho de 2022, em 59 episódios e totalizando 5 temporadas.
Criada por Luiz Noronha, Claudio Torres, Renato Fagundes, Jorge Furtado e Lucas Paraizo com a colaboração de Márcio Alemão, André Sirangelo, Pedro Riguetti e Flavio Araujo, é uma obra derivada do filme de mesmo título (2016), que por sua vez foi livremente inspirado no livro Sob Pressão: A Rotina de Guerra de Um Médico Brasileiro, do cirurgião torácico Marcio Maranhão em depoimento à jornalista Karla Monteiro e em uma premissa da diretora Mini Kerti. Conta com a direção geral e artística de Andrucha Waddington.
É estrelada por Júlio Andrade, Marjorie Estiano, Stepan Nercessian, Bruno Garcia, Pablo Sanábio, Josie Antello e Drica Moraes.

## Sinopse
A sirene da ambulância anuncia mais um dia de desafios para a equipe médica de um hospital público do Rio de Janeiro. Entre um paciente e outro, eles tentam superar os obstáculos constantes do ambiente caótico de uma emergência do subúrbio carioca e ultrapassam todos os limites para manter os pacientes vivos em um hospital onde tudo falta. À flor da pele estão as próprias angústias e os dramas pessoais daqueles que chegam em busca de ajuda. O desejo de salvar vidas é o que move os profissionais de saúde. Em meio à batalha diária, duas vidas atormentadas por fantasmas do passado encontram, uma na outra, a cura para suas almas doentes: o cirurgião-chefe, Dr. Evandro (Júlio Andrade) e a cirurgiã vascular, Dra. Carolina (Marjorie Estiano).

## Episódios
| Temporada | Temporada     | Episódios | Exibição original    | Exibição original      | Emissora  |
| Temporada | Temporada     | Episódios | Estreia da temporada | Final da temporada     | Emissora  |
| --------- | ------------- | --------- | -------------------- | ---------------------- | --------- |
|           | 1             | 9         | 25 de julho de 2017  | 19 de setembro de 2017 | TV Globo  |
|           | 2             | 11        | 8 de outubro de 2018 | 18 de dezembro de 2018 | TV Globo  |
|           | 3             | 14        | 2 de maio de 2019    | 25 de julho de 2019    | TV Globo  |
|           | Plantão Covid | 2         | 6 de outubro de 2020 | 13 de outubro de 2020  | TV Globo  |
|           | 4             | 11        | 12 de agosto de 2021 | 21 de outubro de 2021  | TV Globo  |
|           | 5             | 12        | 2 de junho de 2022   | 7 de julho de 2022     | Globoplay |

### Temporada 1 (2017)
No subúrbio da Zona Norte do Rio de Janeiro, encontra-se o cético Dr. Evandro (Júlio Andrade), cirurgião-chefe da equipe médica do hospital público Luis Carlos Macedo, mais conhecido como Macedão, um profissional de talento incomparável, viciado no trabalho e em remédios. Deprimido, ele ainda não superou a perda da esposa que morreu no seu turno, em uma cirurgia de emergência que ele decidiu desesperadamente fazer. A companheira de trabalho do cirurgião, a religiosa e eficiente Drª Carolina (Marjorie Estiano), cirurgiã vascular que busca na fé o antídoto contra toda miséria que enfrenta no dia a dia. Ela, que acredita na bondade e na solidariedade humana, carrega feridas que nunca cicatrizam. São marcas que ela mesma faz no corpo e que a lembram diariamente dos traumas que a acompanham desde a infância.
Ao lado da dupla de médicos, outros profissionais se juntam no desafio pesado do cotidiano da equipe. Décio (Bruno Garcia), o clínico-geral, é comprometido com seu trabalho, mas revela pouco sobre si. Diferente dele, o anestesista Amir (Orã Figueiredo) não consegue esconder o romance duplo em que se meteu. Charles (Pablo Sanábio) é o médico residente da equipe, Rafael (Tatsu Carvalho), o neurocirurgião, Jaqueline (Heloisa Jorge), a enfermeira, e Kelly (Talita Castro), a técnica de enfermagem. Juntos, são responsáveis pela ordem do lugar e a segurança de todos.
A administração do local e a coordenação desses profissionais que vivem sob pressão não são fáceis. Samuel (Stepan Nercessian), o diretor do hospital, precisa “dançar conforme a música”. Há quem diga que ele é conivente com a corrupção, mas seu principal desafio é garantir o material e a infraestrutura necessária para manter o funcionamento da unidade, custe o que custar. Apesar de sua desenvoltura nas negociações e das limitações que ele precisa superar, nem sempre consegue fornecer o suficiente para a sobrevivência dos doentes e a sanidade da sua equipe.

### Temporada 2 (2018)
Além da rotina mega agitada na emergência de um hospital público, Evandro foi sequestrado por bandidos e acabou sendo salvo por Carolina. A médica surpreende o rapaz com um pedido de casamento. É a partir da chegada da nova diretora, Renata (Fernanda Torres) - que chega ao hospital para ocupar o cargo de diretora no lugar de Samuel (Stepan Nercessian) - que a corrupção se enraíza de vez. Acostumada com o setor privado, Renata se depara com uma realidade diferente da qual está habituada e, a partir de tantas melhorias prometidas, ela cria esquemas em benefício próprio que podem ser fatais. 

### Temporada 3 (2019)
Com o fechamento do Macedão, após a péssima admnistração, Evandro, Carolina e Keiko vão trabalhar no Serviço de Atendimento Móvel de Urgência, o SAMU. Uma emergência em um dia em que faltam vagas nos hospitais públicos da cidade os leva a recorrer ao hospital São Tomé Apóstolo, onde Décio atua como clínico-geral e Rosa, como recepcionista. A madre superiora responsável pelo local convida Evandro para reativar o centro cirúrgico e tornar-se seu diretor, porém, ao longo da temporada, o médico mostra-se melhor cirurgião do que gestor, e Décio acaba assumindo em seu lugar. Novamente, os dramas pessoas da equipe voltam a dar o tom da trama, com novas turbulências na relação entre Evandro e Carolina, e a entrada da epidemiologista Vera (Drica Moraes), que, como os dois protagonistas, convive com um trauma do passado. Além disso, a equipe precisa lidar com as consequências da violência urbana em uma zona dominada por milícias.

### Especial:Plantão Covid(2020)
Após um período em missão humanitária no interior do Brasil, Carolina (Marjorie Estiano) e Evandro (Júlio Andrade) são convocados a voltar ao Rio de Janeiro. É urgente. A dupla de médicos é chamada às pressas pelo doutor Décio (Bruno Garcia) para trabalhar em um hospital de campanha montado para atender aos pacientes infectados pela COVID-19. Evandro acaba sendo infectado pelo vírus e precisa ser entubado pelos seus companheiros de trabalho, enquanto Carolina fica totalmente abalada ao ver o marido lutar contra a morte. No hospital, pacientes e equipe médica lutam pela vida. Evandro se revê jovem. Os motivos que o fizeram se tornar médico são mostrados.

### Temporada 4 (2021)
A equipe medica passa a integrar a equipe do Edith de Magalhães, hospital que é referência na capital fluminense e cujo nome é uma homenagem à enfermeira Edith de Magalhães Fraenkel, pioneira da saúde e enfermagem que ajudou a combater a gripe espanhola no Brasil. Em paralelo ao trabalho médico, as vidas pessoais de Carolina (Marjorie Estiano) e Evandro (Júlio Andrade) são abaladas pela chegada de um bebê ao hospital, Francisco, causando um turbilhão de emoções na vida do casal, que precisa enfrentar novas questões relacionadas à famíia.

### Temporada 5 (2022)
A equipe do Hospital Edith de Magalhães passa a manifestar as sequelas de uma rotina de trabalho exaustiva e as marcas do seu sofrimento, tantas vezes velado. A harmonia do casal Evandro (Júlio Andrade) e Carolina (Marjorie Estiano) se abala quando o médico descobre que seu pai, Helano (Marco Nanini) – que não vê há mais de 20 anos –, está a sua procura, o que não deixa o cirurgião torácico feliz. Carolina reencontra um antigo namorado, enquanto Vera se torna a nova diretora do HEM e frenta problemas profissionais e pessoais. A temporada ainda marca a saída de um personagem do elenco principal de forma trágica.

## Elenco
| Legenda         | Legenda                              |
| --------------- | ------------------------------------ |
|                 | Creditado no elenco principal        |
|                 | Creditado no elenco recorrente       |
|                 | Creditado como participação especial |
| Does not appear | Personagem ausente                   |

| Intérprete            | Personagem                   | Temporadas | Temporadas | Temporadas | Temporadas | Temporadas | Temporadas | Temporadas |
| Intérprete            | Personagem                   | 1 2017     | 2 2018     | 3 2019     | Covid 2020 | 4 2021     | 5 2022     |            |
| --------------------- | ---------------------------- | ---------- | ---------- | ---------- | ---------- | ---------- | ---------- | ---------- |
| Principal             |                              |            |            |            |            |            |            |            |
| Júlio Andrade         | Dr. Evandro Moreira          |            |            |            |            |            |            |            |
| Marjorie Estiano      | Dra. Carolina Alencar        |            |            |            |            |            |            |            |
| Bruno Garcia          | Dr. Décio Guedes             |            |            |            |            |            |            |            |
| Stepan Nercessian     | Dr. Samuel Oliveira Filho    |            |            |            |            |            |            |            |
| Pablo Sanábio         | Dr. Charles Garcia           |            |            |            |            |            |            |            |
| Josie Antello         | Rosa                         |            |            |            |            |            |            |            |
| Tatsu Carvalho        | Dr. Rafael Albertini         |            |            |            |            |            |            |            |
| Orã Figueiredo        | Dr. Amir Salgado             |            |            |            |            |            |            |            |
| Heloísa Jorge         | Enfa. Jaqueline Vaz          |            |            |            |            |            |            |            |
| Talita Castro         | Enfa. Kelly Cristina Ribeiro |            |            |            |            |            |            |            |
| Julia Shimura         | Enfa. Keiko Yamada           |            |            |            |            |            |            |            |
| Fernanda Torres       | Dra. Renata Gomes            |            |            |            |            |            |            |            |
| Humberto Carrão       | Dr. Henrique Figueira        |            |            |            |            |            |            |            |
| Drica Moraes          | Dra. Vera Lúcia Veiga        |            |            |            |            |            |            |            |
| Marcelo Batista       | Dr. Gustavo Lemos            |            |            |            |            |            |            |            |
| Jana Guinond          | Enfa. Simone Ramos           |            |            |            |            |            |            |            |
| David Junior          | Dr. Mauro                    |            |            |            |            |            |            |            |
| Roberta Rodrigues     | Enfa. Marisa                 |            |            |            |            |            |            |            |
| Bárbara Reis          | Enfa. Lívia                  |            |            |            |            |            |            |            |
| Marco Nanini          | Heleno Domingos Moreira      |            |            |            |            |            |            |            |
| Katiuscia Rodrigues   | Aparecida (Cida)             |            |            |            |            |            |            |            |
| Recorrente            |                              |            |            |            |            |            |            |            |
| Cridemar Aquino       | Paulo                        |            |            |            |            |            |            |            |
| Thelmo Fernandes      | Capitão Botelho              |            |            |            |            |            |            |            |
| Alexandre David       | Cabo Adalberto Santos        |            |            |            |            |            |            |            |
| Luciano Vidigal       | Barão                        |            |            |            |            |            |            |            |
| Ângela Rabelo         | Dona Dercília                |            |            |            |            |            |            |            |
| Luís Melo             | José Luiz Almeida            |            |            |            |            |            |            |            |
| Ângela Leal           | Dona Noêmia                  |            |            |            |            |            |            |            |
| Natália Lage          | Madalena Moreira             |            |            |            |            |            |            |            |
| Emiliano Queiroz      | Seu Rivaldo                  |            |            |            |            |            |            |            |
| Carla Ribas           | Dona Eugênia                 |            |            |            |            |            |            |            |
| Kiko Mascarenhas      | Armando                      |            |            |            |            |            |            |            |
| Pedro Lamin           | Téo                          |            |            |            |            |            |            |            |
| Letícia Isnard        | Violeta                      |            |            |            |            |            |            |            |
| Renata Gaspar         | Liliana                      |            |            |            |            |            |            |            |
| Marcelo Serrado       | Roberto                      |            |            |            |            |            |            |            |
| Roberta Santiago      | Geise                        |            |            |            |            |            |            |            |
| Ana Flávia Cavalcanti | Diana                        |            |            |            |            |            |            |            |
| Kelner Macêdo         | Kléber                       |            |            |            |            |            |            |            |
| Perfeito Fortuna      | João da Silva                |            |            |            |            |            |            |            |
| Therla Duarte         | Cabo Cindy                   |            |            |            |            |            |            |            |
| João Vitor Silva      | Leonardo Veiga               |            |            |            |            |            |            |            |
| Claudia di Moura      | Dona Maria                   |            |            |            |            |            |            |            |
| Grace Passô           | Selma                        |            |            |            |            |            |            |            |
| Peter Brandão         | William                      |            |            |            |            |            |            |            |
| Nathalia Fabris       | Karen                        |            |            |            |            |            |            |            |
| Luciano Quirino       | Gilson                       |            |            |            |            |            |            |            |
| Cyria Coentro         | Nilce                        |            |            |            |            |            |            |            |
| Emilio Dantas         | Dr. Daniel Sampaio           |            |            |            |            |            |            |            |
| Alexandre Amador      | Ângelo                       |            |            |            |            |            |            |            |
| Aline Fanju           | Diná                         |            |            |            |            |            |            |            |

## Produção
Inicialmente, a 1ª temporada da série consistiria em 12 episódios, mas a TV Globo encurtou o primeiro ano para apenas 9 episódios por conta da Copa Libertadores, embora o segundo ano, em 2018, tivesse uma encomenda completa de 12 episódios. Os episódios se encontram disponíveis no Globoplay, sendo exclusivos da plataforma de streaming uma semana antes de sua exibição oficial na TV. No dia 26 de maio de 2017, mesmo antes da estreia da 1ª temporada, Patrícia Kogut, de O Globo, anunciou que a Globo já havia encomendado uma segunda temporada com 12 episódios escritos por Jorge Furtado, Lucas Paraizo, Antonio Prata e Marcio Alemão.
Em janeiro de 2018, foi confirmada a adição da atriz Fernanda Torres ao elenco regular da série como Renata Veiga, nova administradora do hospital. Para a nova temporada, foi anunciado que os roteiristas pretendem se aprofundar na corrupção na saúde pública. No dia 18 de maio de 2018, antes da estreia da 2ª temporada da série, a TV Globo anunciou que já aprovou os textos de uma terceira temporada com 14 episódios encomendados para 2019. Em outubro de 2018 foi anunciada a renovação da série para uma quarta temporada, porém em dezembro do mesmo ano a emissora decidiu encerrar a série para liberar os protagonistas para telenovelas, de onde estavam sendo solicitados há anos.
Em agosto de 2019, após diversos protestos do público, a decisão foi revertida e uma quarta temporada foi confirmada para 2021. Em agosto de 2020, foi anúnciado que dois episódios especiais abordando a pandemia de COVID-19 seriam produzidos, sendo exibidos nos dias 6 e 13 de outubro de 2020. A quinta temporada foi confirmada em 4 de agosto de 2021, durante a coletiva de imprensa da estreia da quarta temporada, pelo roteirista Lucas Paraizo.

### Filmagens
As gravações da primeira e da segunda temporada foram feitas, em sua maioria, em partes desativadas do Hospital Nossa Senhora das Dores, em Cascadura, na Zona Norte do Rio de Janeiro. A locação é a mesma do filme que inspirou a trama. O hospital, à época das gravações, funcionava com 20% de sua capacidade, e as filmagens não alteraram sua rotina. A direção de arte é assinada por Rafael Targat.
A segunda temporada acrescentou mais locações externas, explorando um pouco o contexto de chegada dos pacientes ao hospital. Destaque para a cena do acidente sofrido por Carolina (Marjorie Estiano), gravada com um ônibus de verdade, e o içamento de um paciente obeso em sua casa. Para a caracterização do ator Xando Graça, foram usados aproximadamente 15 quilos de material em próteses à base de silicone. A produção das peças, encabeçada pelo caracterizador especializado em efeitos especiais Pietro Schlager, foram produzidas em cerca de 40 dias. Já o içamento, foi todo real, feito de uma varanda, na altura de 15 metros.
Para ambientar o hospital São Tomé Apóstolo, foi preciso mudar de set na terceira temporada. O cenário foi montado em uma construção no bairro do Flamengo, no Educandário Romão de Mattos Duarte, situado na Zona Sul do Rio de Janeiro, adaptada para criar uma ambiência similar a de um hospital no subúrbio carioca. Dos quatro mil metros quadrados do espaço, cerca de 2,5 metros quadrados foram cenografados.
Na quarta temporada foram escolhidos seis andares do prédio do Jockey Clube, no Centro do Rio de Janeiro como cenário principal da locação.

## Exibição
Depois de quatro temporadas sendo exibidas pela TV Globo, em 2021 a quinta temporada foi confirmada com estreia exclusiva pelo serviço de streaming Globoplay. Na madrugada do dia 9 para o dia 10 de novembro de 2021 foi exibida no Corujão.

### Internacional
Em Portugal, a série estreou em 1 de dezembro de 2017 no canal RTP1. A série foi exibida em festivais em Berlim e Toronto. Foi selecionada para o SeriesFest, maior festival exclusivo de séries dos Estados Unidos. A série também começou a trilhar seu caminho por países da América Latina; a rede Teleamazonas, do Equador, exibiu a série em setembro de 2018 e a argentina Telefe a estreou no horário nobre desde o dia 1 de janeiro de 2019, sendo constantemente um dos programas mais vistos do país.
A série foi estreada por Teledoce no Uruguai no dia 15 de janeiro de 2019 às 22:15 horas, após a telenovela brasileira O Outro Lado do Paraíso. A primeira temporada de Sob Pressão foi substituída por outra série da TV Globo, Carcereiros.

## Repercussão

### Crítica profissional
Contando com grande aclamação de jornais e sites especializados, no portal AdoroCinema, a série possui avaliação de 4,1/5 estrelas. No portal IMDb, a série possui avaliação de 8,7/10.
Numa avaliação para o portal Observatório do Cinema da UOL, João Felipe Marques destacou a atuação de Marjorie Estiano, dizendo: "[Marjorie] entrega o que pode muito bem ser visto como seu melhor trabalho, tanto na TV quanto no cinema". Raphael Scire, do portal de entretenimento Notícias da TV, fez uma crítica positiva a série, dizendo: "[Sob Pressão] é boa porque transborda o simples entretenimento ao expor a chaga da saúde pública no Brasil através do caos que assola nossos hospitais. É atual ao abrir espaço para escancarar a corrupção sistêmica que ronda as instituições e corrompe a (quase) todos". Scire elogiou a atuação da atriz Fernanda Torres – conhecida por interpretar personagens cômicos, desta vez em um personagem dramático –, afirmando: "[Fernanda] está em um de seus melhores momentos na televisão" e também elogiou a fotografia de Fernando Young e Lula Cerri, dizendo: "há uma crueza estética que deixa as cenas ainda mais reais (...) a fotografia não é exagerada, dispensa aquela plasticidade quase publicitária de filtros que preenchem a imagem das produções atuais".
Para Janda Montenegro do portal CinePop, Sob Pressão é a melhor série brasileira da atualidade, sobre o especial Plantão Covid, ela destacou: "em uma acertada decisão, roteiristas, produção e elenco se uniram para um lindo especial de dois episódios em que, mais que nunca, a realidade foi retratada na telona e os profissionais da saúde mais uma vez foram enaltecidos com o respeito que merecem". Montenegro ainda aclamou o elenco dizendo que: "[o elenco] entregou atuações impecáveis, extremamente vivas e palpáveis, que imediatamente nos leva a ter a certeza de que dessa vez o Emmy Internacional vai vir", dando destaque para a atuação de Marjorie Estiano que: "com seu jeitinho meigo e cheio de fé, conseguindo sorrir e dar esperança mesmo nos momentos de maior desespero (...) Marjorie reina absoluta, culminando em uma última cena que arranca lágrimas e arrasa o coração de qualquer um".

### Audiência
| Temp. | Estreia de temporada | Estreia de temporada | Estreia de temporada | Final de temporada     | Final de temporada | Média geral |
| Temp. | Horário              | Data                 | Audiência            | Data                   | Audiência          | Média geral |
| ----- | -------------------- | -------------------- | -------------------- | ---------------------- | ------------------ | ----------- |
| 1     | Terça-Feira — 22h30  | 25 de julho de 2017  | 28,2                 | 19 de setembro de 2017 | 27,3               | 27,4        |
| 2     | Terça-Feira — 22h30  | 9 de outubro de 2018 | 22,5                 | 18 de dezembro de 2018 | 20,6               | 21,3        |
| 3     | Quinta-Feira — 22h45 | 2 de maio de 2019    | 19,8                 | 25 de julho de 2019    | 25,0               | 22,3        |
| Covid | Terça-Feira — 22h30  | 6 de outubro de 2020 | 18,6                 | 13 de outubro de 2020  | 18,0               | 18,0        |
| 4     | Quinta-Feira — 22h30 | 12 de agosto de 2021 | 20,4                 | 21 de outubro de 2021  | 18,5               | 19,0        |
| 5     | Terça-Feira — 23h00  | 23 de abril de 2024  | 10,5                 | 23 de julho de 2024    | 10,1               | 10,31       |

### Prêmios e indicações
| Ano                                                        | Premiação                                   | Categoria                                                    | Indicado                                                     | Resultado     | Ref.          |
| ---------------------------------------------------------- | ------------------------------------------- | ------------------------------------------------------------ | ------------------------------------------------------------ | ------------- | ------------- |
| 2017                                                       |                                             |                                                              |                                                              |               |               |
| Temporada 1                                                |                                             |                                                              |                                                              |               |               |
| Prêmio APCA                                                | Melhor Série                                | Melhor Série                                                 | Venceu                                                       | [ 48 ] [ 49 ] |               |
| Prêmio APCA                                                | Melhor Ator                                 | Júlio Andrade                                                | Venceu                                                       | [ 48 ] [ 49 ] |               |
| Prêmio APCA                                                | Melhor Atriz                                | Marjorie Estiano                                             | Indicado                                                     | [ 48 ] [ 49 ] |               |
| Prêmio APCA                                                | Melhor Diretor                              | Andrucha Waddington e Mini Kerti                             | Indicado                                                     | [ 48 ] [ 49 ] |               |
| Melhores do Ano                                            | Ator de Série                               | Júlio Andrade                                                | Venceu                                                       | [ 50 ]        |               |
| Melhores do Ano                                            | Atriz de Série                              | Marjorie Estiano                                             | Venceu                                                       | [ 50 ]        |               |
| Prêmio F5                                                  | Melhor Série                                | Melhor Série                                                 | Venceu                                                       | [ 51 ]        |               |
| Prêmio F5                                                  | Melhor Atriz de Série                       | Marjorie Estiano                                             | Venceu                                                       | [ 51 ]        |               |
| Prêmio Contigo! Online                                     | Melhor Série                                | Melhor Série                                                 | Indicado                                                     | [ 52 ] [ 53 ] |               |
| Prêmio Contigo! Online                                     | Melhor Ator de Série                        | Júlio Andrade                                                | Venceu                                                       | [ 52 ] [ 53 ] |               |
| Prêmio Contigo! Online                                     | Melhor Atriz de Série                       | Marjorie Estiano                                             | Venceu                                                       | [ 52 ] [ 53 ] |               |
| Prêmio Extra de Televisão                                  | Melhor Série                                | Melhor Série                                                 | Venceu                                                       |               |               |
| Prêmio Extra de Televisão                                  | Melhor Ator                                 | Júlio Andrade                                                | Indicado                                                     |               |               |
| Prêmio Extra de Televisão                                  | Melhor Atriz                                | Marjorie Estiano                                             | Indicado                                                     |               |               |
| 2018                                                       |                                             |                                                              |                                                              |               |               |
| Temporada 2                                                |                                             |                                                              |                                                              |               |               |
| Festival Internacional de Programas Audiovisuais da França | Melhor Série                                | Melhor Série                                                 | Venceu                                                       | [ 54 ]        |               |
| Festival Internacional de Programas Audiovisuais da França | Melhor Roteiro                              | Jorge Furtado, Lucas Paraizo, Antonio Prata e Marcio Alemão  | Venceu                                                       | [ 54 ]        |               |
| Festival Internacional de Programas Audiovisuais da França | Melhor Ator de Série                        | Júlio Andrade                                                | Venceu                                                       | [ 54 ]        |               |
| Festival Internacional de Programas Audiovisuais da França | Melhor Atriz de Série                       | Marjorie Estiano                                             | Venceu                                                       | [ 54 ]        |               |
| Prêmio Extra de Televisão                                  | Melhor Série                                | Melhor Série                                                 | Venceu                                                       | [ 55 ]        |               |
| Prêmio Extra de Televisão                                  | Melhor Ator                                 | Júlio Andrade                                                | Indicado                                                     | [ 55 ]        |               |
| Prêmio Extra de Televisão                                  | Melhor Atriz                                | Marjorie Estiano                                             | Indicada                                                     | [ 55 ]        |               |
| Prêmio ABRA de Roteiro                                     | Série de TV – Ficção/Drama                  | Série de TV – Ficção/Drama                                   | Venceu                                                       | [ 56 ] [ 57 ] |               |
| Prêmio ABRA de Roteiro                                     | Roteirista do Ano                           | Lucas Paraizo                                                | Venceu                                                       | [ 56 ] [ 57 ] |               |
| Prêmio ABRA de Roteiro                                     | Roteirista do Ano                           | Jorge Furtado                                                | Indicado                                                     | [ 56 ] [ 57 ] |               |
| Prêmio APCA                                                | Dramaturgia                                 | Dramaturgia                                                  | Indicado                                                     | [ 58 ] [ 59 ] |               |
| Prêmio APCA                                                | Melhor Ator                                 | Júlio Andrade                                                | Indicado                                                     | [ 58 ] [ 59 ] |               |
| Prêmio APCA                                                | Melhor Atriz                                | Marjorie Estiano                                             | Venceu                                                       | [ 58 ] [ 59 ] |               |
| Prêmio Estúdios Globo                                      | Melhor Produto de Dramaturgia               | Melhor Produto de Dramaturgia                                | Venceu                                                       | [ 60 ]        |               |
| 2019                                                       | Emmy Internacional                          | Melhor Atriz                                                 | Marjorie Estiano                                             | Indicada      | [ 61 ]        |
| 2019                                                       | Temporada 3                                 |                                                              |                                                              |               |               |
| 2019                                                       | Prêmio APCA                                 | Melhor Série                                                 | Melhor Série                                                 | Indicado      | [ 62 ]        |
| 2019                                                       | Prêmio APCA                                 | Melhor Diretor                                               | Andrucha Waddington                                          | Venceu        | [ 62 ]        |
| 2019                                                       | Prêmio APCA                                 | Melhor Ator                                                  | Júlio Andrade                                                | Indicado      | [ 62 ]        |
| 2019                                                       | Prêmio APCA                                 | Melhor Atriz                                                 | Marjorie Estiano                                             | Indicada      | [ 62 ]        |
| 2019                                                       | Melhores do Ano                             | Ator de Série                                                | Júlio Andrade                                                | Venceu        | [ 63 ]        |
| 2019                                                       | Melhores do Ano                             | Atriz de Série                                               | Marjorie Estiano                                             | Indicada      | [ 63 ]        |
| 2019                                                       | Prêmio F5                                   | Melhor Série Dramática                                       | Melhor Série Dramática                                       | Venceu        | [ 64 ]        |
| 2019                                                       | Prêmio F5                                   | Melhor Atriz de Série Dramática                              | Marjorie Estiano                                             | Venceu        | [ 64 ]        |
| 2019                                                       | Prêmio F5                                   | Melhor Ator de Série Dramática                               | Júlio Andrade                                                | Venceu        | [ 64 ]        |
| 2019                                                       | Melhores do Ano NaTelinha                   | Melhor Dramaturgia Além das Novelas                          | Melhor Dramaturgia Além das Novelas                          | Venceu        | [ 65 ] [ 66 ] |
| 2019                                                       | Melhores do Ano NaTelinha                   | Melhor Atriz                                                 | Marjorie Estiano                                             | Indicada      | [ 65 ] [ 66 ] |
| 2019                                                       | Melhores do Ano NaTelinha                   | Melhor Ator                                                  | Júlio Andrade                                                | Indicado      | [ 65 ] [ 66 ] |
| 2020                                                       |                                             |                                                              |                                                              |               |               |
| Especial: Plantão Covid                                    |                                             |                                                              |                                                              |               |               |
| Prêmio The Brazilian Critic                                | Melhor Série de Drama                       | Melhor Série de Drama                                        | Indicado                                                     | [ 67 ]        |               |
| Prêmio The Brazilian Critic                                | Melhor Atriz em Série de Drama              | Marjorie Estiano                                             | Venceu                                                       | [ 67 ]        |               |
| Prêmio The Brazilian Critic                                | Melhor Atriz Coadjuvante em Série de Drama  | Roberta Rodrigues                                            | Indicada                                                     | [ 67 ]        |               |
| Prêmio The Brazilian Critic                                | Melhor Direção em Série de Drama            | Andrucha Waddington                                          | Venceu                                                       | [ 67 ]        |               |
| Prêmio The Brazilian Critic                                | Melhor Roteiro em Série de Drama            | Lucas Paraizo, Marcio Alemão, Flavio Araujo e Pedro Riguetti | Venceu                                                       | [ 67 ]        |               |
| Prêmio The Brazilian Critic                                | Melhor Direção de Arte                      | Rafael Targat                                                | Indicado                                                     | [ 67 ]        |               |
| Prêmio Contigo! Online                                     | Melhor Série                                | Melhor Série                                                 | Indicado                                                     | [ 68 ]        |               |
| Prêmio Contigo! Online                                     | Melhor Ator de Série                        | Júlio Andrade                                                | Indicado                                                     | [ 68 ]        |               |
| Prêmio Contigo! Online                                     | Melhor Atriz de Série                       | Marjorie Estiano                                             | Indicada                                                     | [ 68 ]        |               |
| Prêmio Contigo! Online                                     | Melhor Ator Coadjuvante de Novela ou Série  | Bruno Garcia                                                 | Indicado                                                     | [ 68 ]        |               |
| Prêmio Contigo! Online                                     | Melhor Atriz Coadjuvante de Novela ou Série | Roberta Rodrigues                                            | Indicada                                                     | [ 68 ]        |               |
| Prêmio Contigo! Online                                     | Melhor Atriz Coadjuvante de Novela ou Série | Josie Antello                                                | Indicada                                                     | [ 68 ]        |               |
| Melhores do Ano NaTelinha                                  | Melhor Dramaturgia Geral                    | Melhor Dramaturgia Geral                                     | Venceu                                                       | [ 69 ]        |               |
| Melhores do Ano NaTelinha                                  | Melhor Atriz                                | Marjorie Estiano                                             | Venceu                                                       | [ 69 ]        |               |
| Melhores do Ano NaTelinha                                  | Melhor Ator                                 | Júlio Andrade                                                | Venceu                                                       | [ 69 ]        |               |
| Prêmio APCA                                                | Dramaturgia                                 | Dramaturgia                                                  | Indicado                                                     | [ 70 ]        |               |
| Prêmio APCA                                                | Melhor Ator                                 | Júlio Andrade                                                | Indicado                                                     | [ 70 ]        |               |
| Prêmio APCA                                                | Melhor Atriz                                | Marjorie Estiano                                             | Indicada                                                     | [ 70 ]        |               |
| Prêmio Notícias da TV                                      | Série Nacional da TV e do Streaming         | Série Nacional da TV e do Streaming                          | Venceu                                                       | [ 71 ]        |               |
| 2021                                                       | Grande Prêmio do Cinema Brasileiro          | Série Ficção TV Aberta                                       | Série Ficção TV Aberta                                       | Venceu        | [ 72 ] [ 73 ] |
| 2021                                                       | Prêmio ABRA de Roteiro                      | Melhor Roteiro de Série de Ficção – Drama                    | Lucas Paraizo, Marcio Alemão, Flavio Araujo e Pedro Riguetti | Indicado      | [ 74 ]        |
| 2021                                                       | Melhores do Ano                             | Melhor Série                                                 | Melhor Série                                                 | Venceu        | [ 75 ]        |
| 2021                                                       | Melhores do Ano                             | Ator de Série                                                | Júlio Andrade                                                | Venceu        | [ 75 ]        |
| 2021                                                       | Melhores do Ano                             | Atriz de Série                                               | Marjorie Estiano                                             | Venceu        | [ 75 ]        |
| 2021                                                       | Temporada 4                                 |                                                              |                                                              |               |               |
| 2021                                                       | Prêmio F5                                   | Melhor Série                                                 | Melhor Série                                                 | Venceu        | [ 76 ] [ 77 ] |
| 2021                                                       | Prêmio F5                                   | Melhor Atriz de Série                                        | Marjorie Estiano                                             | Venceu        | [ 76 ] [ 77 ] |
| 2021                                                       | Prêmio F5                                   | Melhor Ator de Série                                         | Júlio Andrade                                                | Venceu        | [ 76 ] [ 77 ] |
| 2021                                                       | Melhores do Ano NaTelinha                   | Melhor Dramarturgia                                          | Melhor Dramarturgia                                          | Venceu        | [ 78 ] [ 79 ] |
| 2021                                                       | Prêmio Notícias da TV                       | Série Nacional                                               | Série Nacional                                               | Venceu        | [ 80 ]        |
| 2021                                                       | Prêmio Notícias da TV                       | Atriz/Ator de Série                                          | Marjorie Estiano                                             | Venceu        | [ 80 ]        |
| 2021                                                       | Prêmio Contigo! Online                      | Melhor Série – TV ou Streaming                               | Melhor Série – TV ou Streaming                               | Indicado      | [ 68 ] [ 81 ] |
| 2021                                                       | Prêmio Contigo! Online                      | Melhor Ator de Série                                         | Júlio Andrade                                                | Indicado      | [ 68 ] [ 81 ] |
| 2021                                                       | Prêmio Contigo! Online                      | Melhor Atriz de Série                                        | Marjorie Estiano                                             | Venceu        | [ 68 ] [ 81 ] |
| 2021                                                       | Prêmio Contigo! Online                      | Melhor Atriz Coadjuvante de Novela/Série                     | Drica Moraes                                                 | Venceu        | [ 68 ] [ 81 ] |
| 2021                                                       | Prêmio APCA                                 | Melhor Seriado/Minissérie                                    | Melhor Seriado/Minissérie                                    | Indicado      | [ 82 ] [ 83 ] |
| 2022                                                       | Grande Prêmio do Cinema Brasileiro          | Melhor Série de Ficção – TV Aberta                           | Melhor Série de Ficção – TV Aberta                           | Venceu        | [ 84 ]        |
| 2022                                                       | Temporada 5                                 |                                                              |                                                              |               |               |
| 2022                                                       | Melhores do Ano                             | Série do Ano                                                 | Série do Ano                                                 | Venceu        | [ 85 ]        |
| 2022                                                       | Melhores do Ano                             | Ator de Série                                                | Júlio Andrade                                                | Venceu        | [ 85 ]        |
| 2022                                                       | Melhores do Ano                             | Atriz de Série                                               | Marjorie Estiano                                             | Venceu        | [ 85 ]        |
| 2022                                                       | Prêmio Contigo! Online                      | Melhor Série – TV ou Streaming                               | Melhor Série – TV ou Streaming                               | Indicado      | [ 86 ] [ 87 ] |
| 2022                                                       | Prêmio Contigo! Online                      | Melhor Ator de Série                                         | Júlio Andrade                                                | Indicado      | [ 86 ] [ 87 ] |
| 2022                                                       | Prêmio Contigo! Online                      | Melhor Atriz de Série                                        | Marjorie Estiano                                             | Indicada      | [ 86 ] [ 87 ] |
| 2022                                                       | Prêmio APCA de Televisão                    | Melhor Série de Drama                                        | Melhor Série de Drama                                        | Indicado      | [ 88 ] [ 89 ] |

### Controvérsias
A série foi criticada pelo Conselho Regional de Enfermagem de São Paulo (Coren-SP) por ser centrada no papel dos médicos. A história retratada impacta ao contribuir para o entendimento equivocado presente na sociedade de que o atendimento de emergência em saúde seja feito imediatamente por um médico, quando há procedimentos necessários próprios aos profissionais de enfermagem, tal como a classificação de risco para priorizar os casos mais graves.